# Windsor del Llano
Windsor Alfredo Del Llano Suárez (Cochabamba, 17 de agosto de 1949) é um técnico de futebol e ex-futebolista boliviano que atuava como meia-atacante.

## Carreira de jogador
Del Llano estreou profissionalmente em 1968, no Jorge Wilstermann, pelo qual teve outras 3 passagens (1975, 1977–1978 e 1982–1983). Em seu país natal, jogou também por Deportivo Petroleros, Bolívar, The Strongest e Blooming, além de ter uma rápida passagem pelo Botafogo em 1981.
Foi nos Estados Unidos que ele atuou a maior parte da carreira, vestindo as camisas de Philadelphia Spartans, New York Hota, Baltimore Bays, Washington Diplomats, Tacoma Tides e Miami Sharks, onde se aposentou em 1988.

## Carreira internacional
Antes de defender a Seleção Boliviana (30 jogos e um gol entre 1975 e 1981, com um gol marcado), pela qual disputou 2 edições da Copa América (1975 e 1979), Del Llano jogou uma vez pela seleção dos Estados Unidos, em 1973, num amistoso contra a Polônia.[carece de fontes?]

## Carreira como treinador
Após deixar o Jorge Wilstermann em 1983 (voltaria em 1989), trabalhou como técnico de Sporting Peru, Juventus e Inter Miami até 1986, quando foi para o Miami Sharks, chegando a acumular as funções de jogador e treinador antes do final da carreira.
Comandou também as seleções Sub-17 e Sub-20 de La Verde, Atlético Pompeya, Primero de Mayo, San José, Aurora, La Paz, Enrique Happ, Oruro Royal e Deportivo Bata. Seu último trabalho foi em 2011, quando teve nova passagem no comando técnico do Enrique Happ.

## Títulos
Baltimore Bays
- American Soccer League (divisão Médio-Atlântico): 1973